# 1976

## Събития
- 1 януари – Бомба избухва на борда на самолета при полет 438 на „Мидъл Ийст Еърлайнс“ над Кайсумах, Саудитска Арабия и убива всички 81 души на борда.
- 1 юни – Самолетът при полет 418 на „Аерофлот“ се блъска с планината Сан Карлос на остров Биоко в Екваториална Гвинея и убива всички 46 души на борда.
- 19 септември – Самолетът при полет 452 на „Търкиш Еърлайнс“ претърпява катастрофа в Турция и загиват 155 души.
- 6 октомври – Самолетът при полет 455 на „Кубана де Авиасион“ е унищожен от две бомби, поставени на борда от военна група против Фидел Кастро.
- 25 декември – Самолетът при полет 864 на „ЕджиптЕър“ катастрофира при заход към международното летище „Дон Муанг“, Банкок, Тайланд и убива 71 души.

## Родени
- Анди Си, британски диджей
- Грегъри Норминтън, британски писател
- Иво Димчев, български артист
- 15 януари 
  - Татяна Петкова, незряща състезателка по маратонско бягане
  - Флорентин Петре, румънски футболист
- 16 януари – Андреана Николова, българска оперна певица
- 21 януари – Ема Бънтън, английска поп певица
- 22 януари – Стефан Учиков, български футболист
- 23 януари – Светлан Кондев, български футболист
- 26 януари 
  - Йордан Йончев – Гъмзата, български музикант
  - Петър Стоянов, български сумист
- 29 януари – Антонио Милошоски, политик от Република Македония
- 30 януари – Кристиан Броки, италиански футболист
- 7 февруари – Георги Иванов (Гонзо), български футболист
- 12 февруари – Силвия Сейнт, чешка порнографска актриса
- 14 февруари 
  - Айлин Аслъм, турска певица
  - Николай Филипов, български футболист
- 16 февруари – Людмил Киров, български футболист
- 17 февруари – Тодор Симеонов, български футболист
- 20 февруари – Здравко Лазаров, български футболист
- 21 февруари – Мила Георгиева, българска цигуларка
- 4 март – Кристоф Магнусон, исландско-немски писател
- 8 март – Георги Кичуков, български футболист
- 10 март – Миро, български поп певец
- 11 март – Илиян Йончев, български политик и юрист
- 13 март – Людмила Илиева, български политик и адвокат
- 14 март – Георги Петков, български футболист
- 18 март 
  - Благой Латинов, български футболист
  - Йън Колдуел, американски писател
- 19 март – Алесандро Неста, италиански футболист
- 20 март – Йенс Петерсен, немски писател
- 26 март – Нургюл Йешилчай, турска актриса
- 27 март – Емил Шаламанов, български футболист
- 1 април – Александър Шеманский, руски оперен певец
- 2 април – Люси Дяковска, българска поп певица
- 4 април – Емерсон, бразилски футболист
- 7 април – Ивайло Чорбов, български адвокат и политик
- 17 април – Калоян Филатов, български футболист
- 18 април – Мелиса Джоун Харт, американска актриса
- 21 април – Грегор Салто, холандски диджей
- 22 април – Николай Чавдаров, български футболист
- 23 април – Хенинг Рюменап, немски китарист
- 4 май – Адриан Лазаровски, български писател
- 6 май – Иван де ла Пеня, испански футболист
- 7 май – Томас Биаджи, автомобилен състезател
- 16 май – Денислав Калбанов, български футболист
- 17 май – Иван Йотовски, български футболист
- 22 май – Кристиан Вандевелде, американски колоездач
- 25 май 
  - Сандра Насич, немска рок изпълнителка
  - Стоян Желев, български и руски футболист
- 3 юни – Милица Гладнишка, българска актриса
- 7 юни – Некро, американски музикант
- 8 юни – Даниела Йорданова, българска лекоатлетка
- 10 юни – Майкъл Браун, аржентински актьор
- 11 юни – Живко Бояджиев, български футболист
- 14 юни – Масимо Одо, италиански футболист
- 17 юни – Пьотър Свидлер, руски шахматист
- 18 юни – Кирил Николов, български футболист
- 21 юни – Рене Ауфхаузер, австрийски футболист
- 1 юли – Рууд ван Нистелрой, холандски футболист
- 2 юли – Славко Матич, сръбски футболист
- 8 юли – Мариан Бачев, български актьор
- 15 юли – Каролина Шути, австрийска писателка
- 17 юли 
  - Димитър Щилянов, български боксьор
  - Константин, български попфолк певец
- 19 юли 
  - Кейт Мортън, австралийска писателка
  - Ерик Придс, шведски диджей
- 23 юли – Юдит Полгар, унгарска шахматистка
- 24 юли – Лора Фрейзър, шотландска актриса
- 25 юли – Тера Патрик, американска порноактриса
- 28 юли – Ина, българска попфолк певица
- 31 юли 
  - Пауло Уанчоп, костарикански футболист
  - Цветелина, българска попфолк певица
- 2 август – Тони Стораро, български попфолк певец от турски произход
- 5 август 
  - Еуген Трика, румънски футболист
  - Марлене Фавела, мексиканска актриса
  - Асен Николов, български футболист
  - Еуджен Трика, румънски футболист
- 11 август – Иван Кордоба, колумбийски футболист
- 22 август – Румен Шанкулов, български футболист
- 27 август 
  - Карлос Моя, испански тенисист
  - Марк Уебър, австралийски пилот от Формула 1
- 29 август – Сани, българска попфолк певица
- 3 септември – Самюъл Куфур, ганайски футболист
- 6 септември – Джина Стоева, българска попфолк певица
- 9 септември – Хуан Алфонсо Баптиста, венецуелски актьор
- 10 септември 
  - Густаво Куертен, бразилски тенисист
  - Мурад Хидиуед, марокански футболист
- 22 септември – Роналдо, бразилски футболист
- 25 септември – Армандо Пети, португалски футболист
- 26 септември – Сами Ванска, финландски китарист
- 28 септември – Фьодор Емеляненко, руски състезател по ММА
- 29 септември – Андрий Шевченко, украински футболист
- 5 октомври – Рамзан Кадиров, руски политик
- 15 октомври 
  - Стоил Рошкев, български писател
  - Седрик Бардон, френски футболист
- 20 октомври – Пламен Горанов, български фотограф, алпинист и застъпник за граждански права († 2013)
- 21 октомври – Борис Вардев, български политик
- 22 октомври – Йонас Люшер, швейцарски писател
- 23 октомври – Райън Рейнолдс, канадски актьор
- 24 октомври – Петър Стойчев, български плувец
- 31 октомври – Пайпър Парабо, американска актриса
- 12 ноември – Мауро Каморанези, италиански футболист
- 15 ноември 
  - Виржини Ледоаян, френска актриса
  - Руслан Мъйнов, български актьор и певец
- 17 ноември – Кирил Бояджиев, български актьор
- 20 ноември – Николай Чалъков, български футболист
- 21 ноември – Аделино Лопеш, футболист от Гвинея-Бисау и Португалия
- 22 ноември – Виле Вало, финландски певец
- 29 ноември – Анна Фарис, американска актриса
- 1 декември – Димитър Георгиев, български футболист
- 5 декември – Вероника, българска попфолк певица
- 8 декември – Доминик Монахан, английски актьор
- 17 декември – Георги Георгиев, български политик и инженер
- 21 декември – Данаил Бачков, български футболист
- 23 декември – Сергей Якирович, босненски футболист
- 25 декември 
  - Туомас Холопайнен, финландски музикант
  - Армин ван Бюрен, холандски DJ
- 29 декември – Владислав Петров, български актьор и музикант

## Починали
- ? – Никола Калканджиев, български футболист
- Едуард Холбрук Дерик, австралийски патолог
- Кирил Йовович, български футболист и треньор
- септември – Симеон Лазаров, журналист, писател, общественик, тракийски деятел
- 10 януари – Хаулин Уулф, американски музикант (р. 1910 г.)
- 12 януари – Агата Кристи, британска писателка (р. 1891 г.)
- 1 февруари – Вернер Хайзенберг, немски физик (р. 1901 г.)
- 2 февруари – Златьо Бояджиев, български художник (р. 1903 г.)
- 11 февруари – Лий Дж. Коб, американски актьор (р. 1911 г.)
- 20 февруари – Рене Касен, френски дипломат
- 23 февруари – Лорънс Стивън Лоури, британски художник
- 24 февруари – Димитър Митрев, югославски писател
- 17 март – Лукино Висконти, италиански режисьор (р. 1906 г.)
- 25 март – Петър Хаджипанзов, български революционер
- 26 март – Цанко Кильовски, морски офицер от царския флот, военнопленник в гр. Кавала през 1944 (р.1919 г.)
- 5 април – Хауърд Хюз, американски предприемач (р. 1905 г.)
- 25 април – Сър Карол Рийд, английски филмов режисьор (р. 1906 г.)
- 26 април – Андрей Гречко, съветски маршал (р. 1903 г.)
- 27 април – Георги Исерсон, съветски учен (р. 1898 г.)
- 11 май – Алвар Аалто, финландски архитект
- 26 май – Мартин Хайдегер, немски философ (р. 1889 г.)
- 8 юни – Михаил Катуков, съветски офицер
- 7 юли – Густав Хайнеман, 3-ти Бундеспрезидент на Германия
- 9 юли – Иван Пейчев, български поет и драматург
- 25 август – Ейвинд Юнсон, шведски писател
- 30 август – Пьотър Кошевой, съветски маршал (р. 1904 г.)
- 9 септември – Мао Дзъдун, китайски политик (р. 1893 г.)
- 26 септември – Пал Туран, унгарски математик (р. 1910 г.)
- 24 октомври – Георгий Острогорски, руски византолог
- 25 октомври – Реймон Кьоно, френски писател
- 15 ноември – Жан Габен, френски актьор (р. 1904 г.)
- 18 ноември – Ман Рей, американски фотограф
- 23 ноември – Андре Малро, френски писател (р. 1901 г.)
- 30 ноември – Иван Якубовски, съветски маршал (р. 1912 г.)
- 4 декември – Томи Боулин, американски китарист

## Нобелови награди
- Физика – Бъртън Рихтер, Самюел Тинг
- Химия – Уилям Липскъм
- Физиология или медицина – Барух Блумбърг, Даниъл Карлтън Гайдъшек
- Литература – Сол Белоу
- Мир – Бети Уилямс, Марийд Кориган
- Икономика – Милтън Фридман